# Emanuele Pessagno

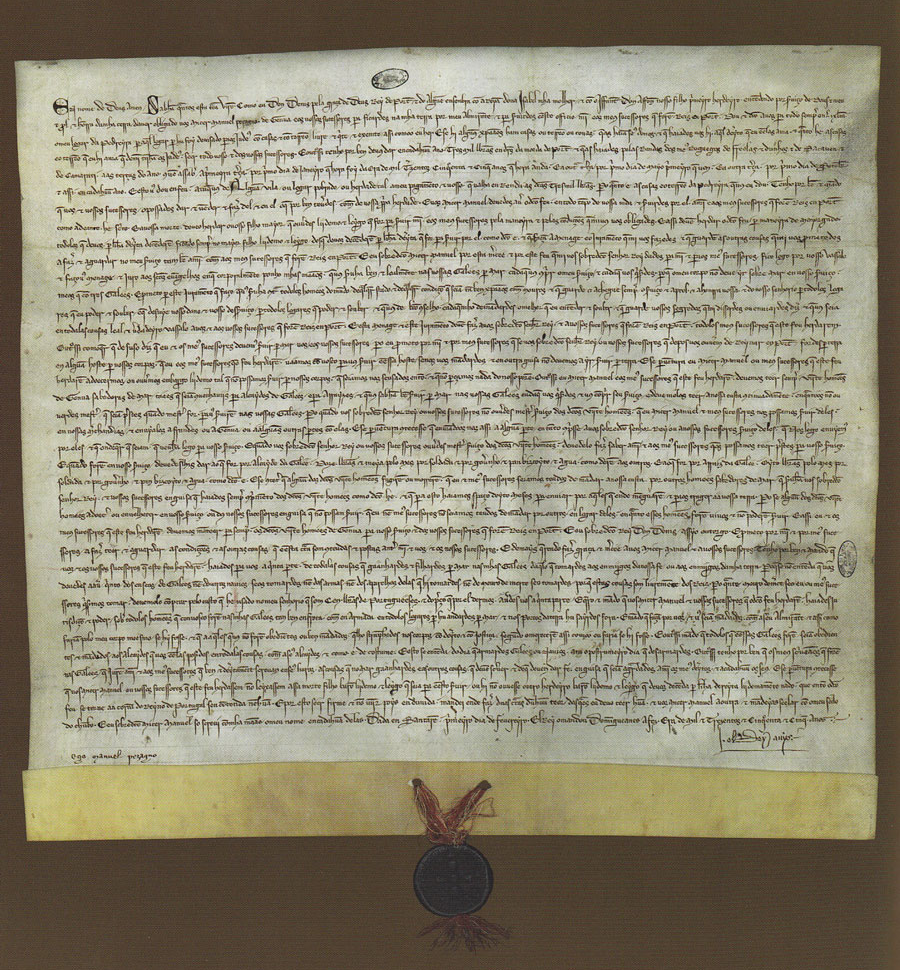
Il contratto tra re Dionigi del Portogallo e il genovese Emanuele Pessagno.

Emanuele Pessagno (Manuel Pessanha in portoghese; Lavagna, ... – ...; fl. XIV secolo) è stato un navigatore italiano al servizio del Regno del Portogallo.

## Biografía
Nato a Lavagna da nobile famiglia genovese, figlio di Simone Pessagno, Signore di Passano, fin da giovane fu avviato alla carriera e alle arti marinaresche. Nel 1303 ebbe il suo primo comando di una galea con la quale si spinse fin nel Mar Nero. Nel 1306 navigò fino in Inghilterra dove si fermò a ricoprire importanti incarichi nell'ambito della flotta di Edoardo II ed Edoardo III. Trasferitosi poi in Portogallo, fu al servizio del re Dionigi che nel 1317 gli conferì l'incarico di direttore delle costruzioni navali, oltre a quello di Ammiraglio comandante supremo della flotta.
Emanuele fu abile navigatore e tecnico navale, oltre che un ottimo ammiraglio e abile diplomatico presso la corte inglese. Nel 1337 riprese il comando della flotta portoghese. In uno scontro navale con la flotta spagnola fu fatto prigioniero e recluso nel castello di Jerez per tre anni. Liberato, tornò alla corte portoghese di Alfonso IV dove ricoprì l'incarico di amministratore dei beni ecclesiastici. Morì in data imprecisata lasciando, come previsto all'atto della sua nomina, la carica di Ammiraglio ai figli che gli succedettero.
Il suo nome è stato dato ad un cacciatorpediniere della Regia Marina italiana che operò durante la seconda guerra mondiale.